# 羅臼漁港
羅臼漁港（らうすぎょこう）は、北海道目梨郡羅臼町にある漁港。港則法上の「適用漁港」に指定されている。

## 概要
羅臼漁港は北海道の東北端にある知床半島の東側に位置しており、好天時には北方領土の国後島を望むことができる。町の中心部にあり、根室海峡海域の拠点的な避難港や陸揚げ港として整備している。スケトウダラの刺し網、サケ・イカの定置網や採藻漁業などの沿岸漁業が漁獲量の大部分を占めている。漁港はネイチャークルーズや観光船の乗船場になっているほか、イベント『知床開き』や『らうす産業祭 漁火まつり』の会場になっている。

## 施設
- 第1港区
  - 全天候型埠頭
- 第2港区
  - 中央埠頭
- 第3港区
  - 西埠頭

## 官公署
- 羅臼町役場
- 第一管区海上保安本部根室海上保安部羅臼海上保安署

## 沿革
- 1951年（昭和26年）：「第4種漁港」指定[1]。
- 1980年（昭和50年）：知床横断道路（知床峠）開通。
- 2005年（平成17年）：「『知床』羅臼地域マリンビジョン」策定[6]。
- 2007年（平成19年）：知床らうす深層水給水施設供用開始[7]。全天候型埠頭供用開始[8]。衛生管理型市場・畜養施設完成[9]。
- 2012年（平成24年）：衛生管理施設完成[10]。

## 主な水産物
- スケトウダラ
- サケ
- ホッケ
- イカ